# Радван (Малопольське воєводство)
Радван (пол. Radwan) — село в Польщі, у гміні Щуцин Домбровського повіту Малопольського воєводства.
Населення — 670 осіб (2011).
У 1975—1998 роках село належало до Тарновського воєводства.

## Географія
Селом протікає річка Брень.

## Демографія
Демографічна структура станом на 31 березня 2011 року:
|          | Загалом | Допрацездатний вік | Працездатний вік | Постпрацездатний вік |
| -------- | ------- | ------------------ | ---------------- | -------------------- |
| Чоловіки | 343     | 63                 | 241              | 39                   |
| Жінки    | 327     | 75                 | 180              | 72                   |
| Разом    | 670     | 138                | 421              | 111                  |